# Diótörő (film, 1990)
A Diótörő (eredeti cím: The Nutcracker Prince) 1990-ben bemutatott amerikai–kanadai rajzfilm, amely E. T. A. Hoffmann Diótörő és Egérkirály című regénye alapján készült. A forgatókönyvet Patricia Watson írta, a rajzfilmet Paul Schibli rendezte, a zenéjét Victor Davies szerezte, a producere Kevin Gillis volt. A Lacewood Productions, The Ontario Film Development Corporation, Allied Filmmakers és Hinton Animation Studios készítette, a Cineplex Odeon Films forgalmazta.
Kanadában 1990. november 23-án mutatták be a mozikban. Magyarországon két szinkronos változat is készült belőle, amelyből az elsőt 1995. november 14-én adták ki VHS-en, a másodikat az HBO-n 1996. december 24-én vetítették le a televízióban.

## Szereplők
| Szereplő              | Eredeti hang          | Magyar hang                              | Magyar hang                               |
| Szereplő              | Eredeti hang          | 1. magyar szinkron (UIP-Duna Film, 1995) | 2. magyar szinkron (HBO, 1996)            |
| --------------------- | --------------------- | ---------------------------------------- | ----------------------------------------- |
| Diótörő               | Kiefer Sutherland     | Lippai László                            | Dévai Balázs                              |
| Clara                 | Megan Follows         | Gelencsér Adrienn                        | Molnár Ilona                              |
| Egérkirály            | Mike MacDonald        | Kocsis György                            | Stohl András (herceg) Papp János (király) |
| Drosselmeyer bácsi    | Peter Boretski        | Juhász Jácint                            | Versényi László                           |
| Egérkirálynő          | Phyllis Diller        | Soproni Ági                              | Halász Aranka                             |
| Pantaloon             | Peter O’Toole         | Komlós András                            | Dobránszky Zoltán                         |
| Marie                 | Elizabeth Hanna       | Balogh Erika                             | Náray Erika                               |
| Mrs. Schaeffer        | Elizabeth Hanna       | N/A                                      | Némedi Mari                               |
| Trudy                 | Lynne Gorman          | Czigány Judit                            | Pásztor Erzsi                             |
| Király                | Len Carlson           | Buss Gyula                               | Kun Vilmos                                |
| Királynő              | Theresa Sears         | Némedi Mari                              | Martin Márta                              |
| Perlipat hercegnő     | Mona Waserman         | Csarnóy Zsuzsanna                        | Dudás Eszter                              |
| Fritz                 | Noam Zylberman        | Előd Álmos                               | Molnár Levente                            |
| Dr. Stahlbaum         | George Merner         | Szélyes Imre                             | Láng József                               |
| Mrs. Ingrid Stahlbaum | Diane Stapley         | Simon Mari                               | Andresz Kati                              |
| Louise                | Stephanie Morgenstern | Balázs Ágnes                             | Somlai Edina                              |
| Erik                  | Christopher Owens     | Bartucz Attila                           | Seszták Szabolcs                          |
| Mrs. Miller           | Susan Roman           | N/A                                      | Vennes Emmy                               |